# Лукић Поље
Лукић Поље је насељено мјесто у општини Милићи, Република Српска, БиХ. Према попису становништва из 1991. у насељу је живјело 224 становника.

## Географија
Налази се у источном делу Републике Српске и централном делу регије Бирач, односно средњег Подриња на 3 км од града Милића. Кроз место протиче река Зелени Јадар која је богата рибљим врстама као што су: младица, липњен и друге врсте те бројним потоцима који су богати поточном пастрмком. Налази се на надморској висини око 300 метара, заштићено са свих страна високим брдима. Клима је умерена континентална. Место је богато рудом боксита од кога се даљом прерадом прави алуминијум. У Лукић Пољу је дирекција фирме Боксит Милићи, даље постоје фабрика кварцног песка, фабрика за прераду млека и производњу млечних производа, фабрика картонске амбалаже, продајни центар грађевинског метеријала са бетонским елементима, те вага за камионе са мешаоном за руду као и мини фабрика за прераду воћа и биља.По попису становништва 2013 године у Л.Пољу живи 285 становника
У место постоје стећци из римског периода који сведоче о животу на овим просторима. Место је окружено шумама а од биљних култура гаје се кукуруз, пшеница, малине и све врсте воћа и поврћа.

## Становништво
| Демографија | Демографија | Демографија |
| Година      | Становника  | Становника  |
| ----------- | ----------- | ----------- |
| 1991.       | 224         |             |